# دويرات

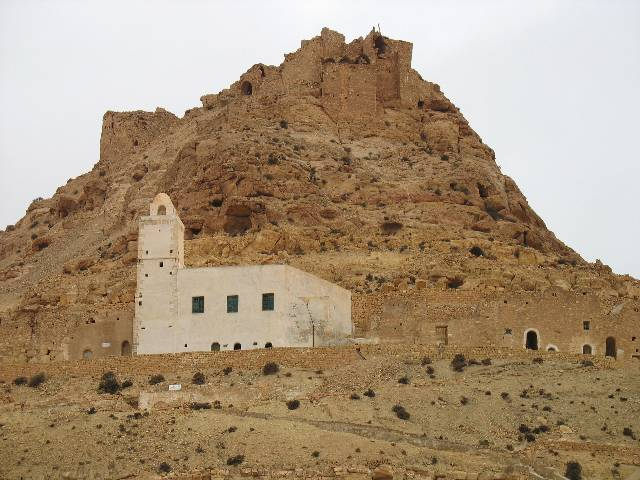
جامع القرية القديمة للدويرات

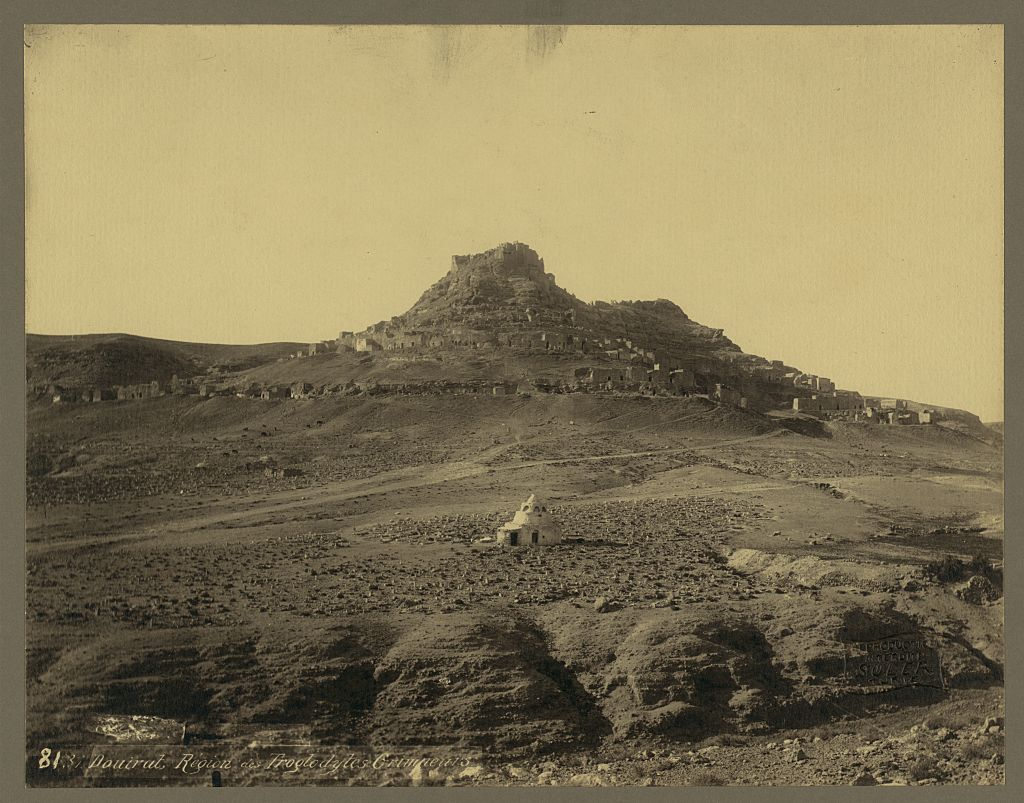
رؤية عامة عن جبال الدويرات في نهاية القرن التاسع عشر.

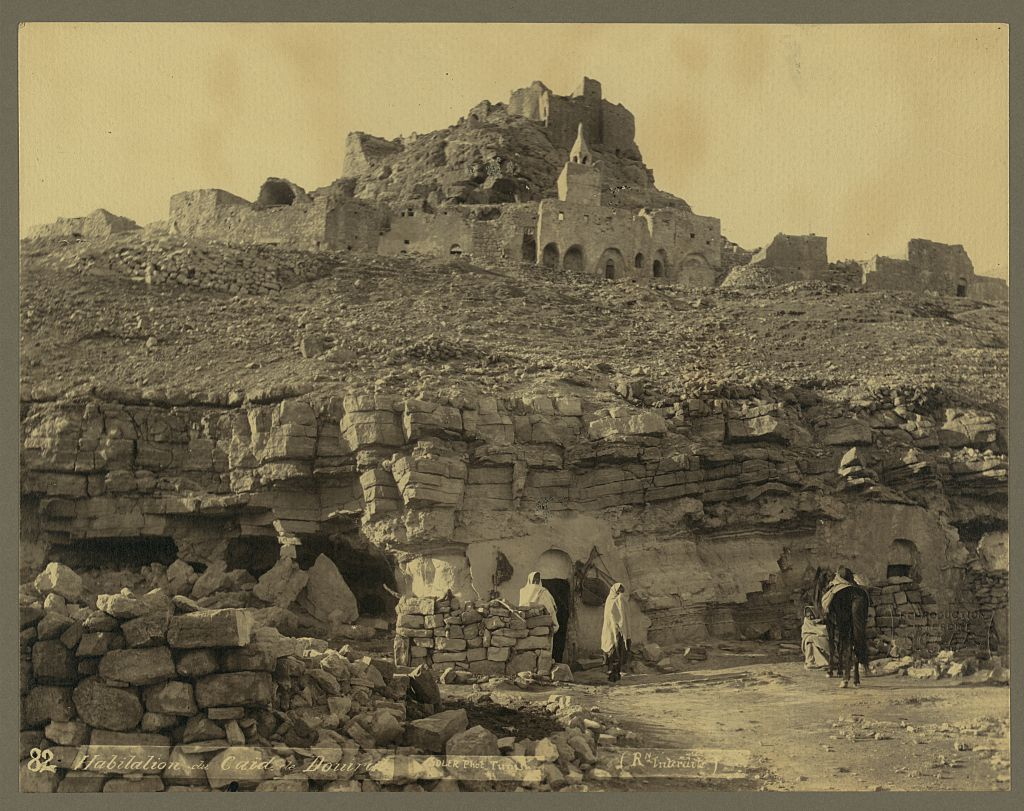
صورة قديمة تبرز غيران في الدويرات

قصر الدويرات وهو من أقدم القصور وأولها في الجنوب التونسي وهو قصر بربري أمازيغي يبعد حوالي20كم علي مدينة تطاوين ويعود تاريخ إنشاءه الي أكثر من 2000 عام وذلك الي ان البربر هم أول من ابتكر بناء القصر .

## مكونات القصر
يتكون من أكثر من 170غرفة لكامل منتسبي القبيلة كل يملك غرفة أو غرفتين علي حسب طاقته المادية اما الآن فهو شبه مهدم بفعل قصف المدفعية الفرنسية في أوئل سنين الاستعمار.فالقصر منتصب في اعلي جبل الدويرات أي فالقمة والتسلق الي هذا القصر صعب علي غير متسكني الجهة ولا يقع التسلق الا عبر الارجل ولا بالاحصنة أو الجمال وذلك لتفادي الغزو من القبائل الاخري..
اما في سفح جبل الدويرات تقع الغيران أي جمع غار (وهو كهف نحت في الجبل ويكون لسكن إذ يكون دافئي فالشتاء وبارد فالصيف ويقدر ب16متر داخل الجبل) وتقدر اعدادها باكثر من 250 غار علي طول الجبل واشهرها غار «الغازي» وهة عبارة عن مجموعة من غيران تكون متاهة وهنا تتجلي خبرة البربر الدفاعية ومقاومتهم للغزو الخارجي
وتنشط جمعيات ومنظمات للحفاظ علي هذه المنطقة لعلي أهمها جمعية المحافظة علي التراث الدويرات asnaped

## انظر كذلك
- بالإنجليزية
- بالفرنسية
- بالفرنسية